# Generation Mind
Generation Mind ist das am 8. April 2022 veröffentlichte zweite Studioalbum der US-amerikanischen Supergroup Black Swan.

## Hintergrund
Shake the World, das Debütalbum der Band, hatte 2020 positive Rezensionen der einschlägigen Presse erhalten. So beschrieb es beispielsweise Rocks als „eine der stärksten und vitalsten Genre-Produktionen der letzten Jahre“ und „herausragend;“ Rock Hard vergab acht von zehn möglichen Punkten. In Deutschland erreichte Shake the World Platz 72 der Musikcharts, in der Schweiz Platz 24.
Die Band arbeitete 2021 am Nachfolgealbum. Aufgrund der unterschiedlichen Wohnorte ihrer Mitglieder schrieben Bassist Jeff Pilson und Gitarrist Reb Beach die Musik und nahmen ihre Beiträge auf, Sänger Robin McAuley schrieb die Texte und arbeitete den Gesang aus, und zuletzt wurden die Dateien an Matt Starr geschickt, der die Schlagzeugspuren aufnahm. Die Produktion des Albums übernahm erneut Jeff Pilson.
Am 4. Februar 2022 gab Frontiers Records den Titel des Albums und den Veröffentlichungstermin bekannt, gleichzeitig wurde der Titelsong als erste Single veröffentlicht. Das dazugehörige Musikvideo erschien am 18. Februar 2022. Einen Monat später erschien die zweite Single sowie das Musikvideo Eagles Fly.
Das Album wurde auf CD, MC und LP sowie über Online-Musikdienste angeboten. Die LP- und Kassettenversion waren exklusiv über die Webstores der Plattenfirma zu beziehen, die Schallplatte auf klarem Vinyl war zudem weltweit auf 800 Exemplare limitiert. Die Veröffentlichung erfolgte am 8. April 2022, am selben Tag wurde Miracle als dritte Single veröffentlicht.

## Titelliste
| Nr.          | Titel               | Autor(en)                             | Länge |
| ------------ | ------------------- | ------------------------------------- | ----- |
| 1.           | Before the Light    | Jeff Pilson, Reb Beach, Robin McAuley | 1:12  |
| 2.           | She Hides Behind    | Pilson, Beach, McAuley                | 4:46  |
| 3.           | Generation Mind     | Pilson, Beach, McAuley                | 4:26  |
| 4.           | Eagles Fly          | Pilson, Beach, McAuley                | 5:09  |
| 5.           | See You Cry         | Pilson, Beach, McAuley                | 4:37  |
| 6.           | Killer on the Loose | Pilson, Beach, McAuley                | 3:26  |
| 7.           | Miracle             | Pilson, Beach, McAuley                | 4:59  |
| 8.           | How do You Feel     | Pilson, Beach, McAuley                | 5:38  |
| 9.           | Long way Down       | Pilson, Beach, McAuley                | 5:21  |
| 10.          | Crown               | Pilson, Beach, McAuley                | 5:21  |
| 11.          | Wicked the Day      | Pilson, Beach, McAuley                | 5:16  |
| 12.          | I Will Follow       | Pilson, Beach, McAuley                | 5:17  |
| Gesamtlänge: | Gesamtlänge:        | Gesamtlänge:                          | 55:28 |

## Rezeption
Generation Mind zeige „die Alleskönner“ der Band „nun noch fokussierter,“ urteilte Markus Baro in Rocks. Reb Beachs Riffs prägten Eagles Fly oder Wicked the Day, McAuleys „angenehm angeraute Kehle“ sei „präsent und in großartiger Form,“ wovon die Ballade How Do You Feel und der Titelsong, „der unverfroren den Achtzigern“ huldige, zeugten. Dass die Band „zweifellos auf eigenen Beinen“ stehe, beweise sie in I Will Follow oder She Hides Behind. „Gesunde Härte und Melodie“ präsentierten sich „hier Schulter an Schulter,“ und es sei „unerheblich,“ dass das Debütalbum „womöglich noch einen Tacken euphorischer“ geklungen habe.